# زیردریایی سری ۶۰۰ (ایتالیا)
زیردریایی سری ۶۰۰ (ایتالیا) (به انگلیسی: Italian 600 Series submarines) یک زیردریایی است که طول آن ۶۱٫۵–۶۰٫۱۸ متر (۲۰۱٫۸–۱۹۷٫۴ فوت) می‌باشد.